# Danilo D'Ambrosio
Danilo D'Ambrosio (* 9. září 1988 Neapol) je italský profesionální fotbalista, který hraje na pozici středního obránce za italský klub AC Monza. Mezi lety 2017 a 2020 odehrál také 6 utkání v dresu italské reprezentace.

## Klubová kariéra
D'Ambrosio se narodil v Neapoli a fotbal začal hrát v akademii Salernitany, ze které v roce 2005 zamířil do Fiorentiny. Po třech letech ji opustil a posílil třetiligovou Potenzu.

### Juve Stabia
Dne 11. července 2008 se D'Ambrosio stal hráčem SS Juve Stabia.
V kádru Juve Stabia se postupně zabydlel a v sezóně 2009/10 se stal jejím klíčovým hráčem.

### Turín FC
Dne 12. ledna 2010 přestoupil D'Ambrosio do druholigového Turínu FC za částku okolo 700 tisíc euro. D'Ambrosio se stal ihned stabilním členem základní sestavy klubu. V prosinci 2010 prodloužil svoji smlouvu s klubem do léta 2014. V sezóně 2011/12 se mu podařilo s Turínem postoupit do italské nejvyšší soutěže. V ní debutoval 26. srpna 2012 při bezbrankové remíze se Sienou. V prosinci 2012 se stal, po zranění Angela Ogbonny zástupcem kapitána.

### Inter Milan
V lednu 2014 přestoupil do milánského Interu. V dresu Nerazzurri debutoval při prohře 3:1 na půdě slavného Juventusu. V průběhu jarní části sezóny se dokázal zapracovat do základní sestavy klubu, nastoupil do 11 soutěžních zápasů.
D'Ambrosio vstřelil svůj první gól v klubu při svém debutu v evropských soutěžích, a to při výhře 3:0 nad Stjarnanem v zápase 4. předkola Evropské ligy.
Svůj první ligový gól vstřelil 20. února 2016 při výhře 3:1 nad Sampdoria.
25. listopadu 2017 odehrál D'Ambrosio svůj stý ligový zápas v dresu Interu. V posledním kole sezóny 2017/18 pomohl gólem k výhře 3:2 nad Laziem, která zajistila milánskému klubu po šesti letech návrat do Liga mistrů UEFA.

## Reprezentační kariéra
D'Ambrosio si svůj reprezentační debut odbyl 1. června 2018 při prohře 1:3 s Francií.

## Statistiky

### Klubové
K 12. září 2022
| Klub        | Sezóna  | Liga     | Liga   | Liga | Pohár  | Pohár | Evropské poháry | Evropské poháry | Celkem | Celkem |
| Klub        | Sezóna  | Liga     | Zápasy | Góly | Zápasy | Góly  | Zápasy          | Góly            | Zápasy | Góly   |
| ----------- | ------- | -------- | ------ | ---- | ------ | ----- | --------------- | --------------- | ------ | ------ |
| Potenza     | 2007/08 | Serie C1 | 7      | 0    | –      | –     | –               | –               | 7      | 0      |
| Juve Stabia | 2008/09 | Serie C1 | 31     | 0    | –      | –     | –               | –               | 31     | 0      |
| Juve Stabia | 2009/10 | Serie C2 | 18     | 2    | –      | –     | –               | –               | 18     | 2      |
| Juve Stabia | Celkem  | Celkem   | 49     | 2    | –      | –     | –               | –               | 49     | 2      |
| Turín       | 2009/10 | Serie B  | 22     | 1    | –      | –     | –               | –               | 22     | 1      |
| Turín       | 2010/11 | Serie B  | 30     | 2    | 1      | 0     | –               | –               | 31     | 2      |
| Turín       | 2011/12 | Serie B  | 26     | 3    | 1      | 0     | –               | –               | 27     | 3      |
| Turín       | 2012/13 | Serie A  | 28     | 2    | 0      | 0     | –               | –               | 28     | 2      |
| Turín       | 2013/14 | Serie A  | 14     | 2    | 1      | 0     | –               | –               | 15     | 2      |
| Turín       | Celkem  | Celkem   | 120    | 10   | 3      | 0     | –               | –               | 123    | 10     |
| Inter Milán | 2013/14 | Serie A  | 11     | 0    | 1      | 0     | –               | –               | 12     | 0      |
| Inter Milán | 2014/15 | Serie A  | 23     | 0    | 1      | 0     | 8               | 3               | 32     | 3      |
| Inter Milán | 2015/16 | Serie A  | 20     | 2    | 3      | 0     | 0               | 0               | 23     | 2      |
| Inter Milán | 2016/17 | Serie A  | 32     | 3    | 2      | 0     | 5               | 0               | 39     | 3      |
| Inter Milán | 2017/18 | Serie A  | 34     | 2    | 0      | 0     | –               | –               | 34     | 2      |
| Inter Milán | 2018/19 | Serie A  | 30     | 2    | 1      | 0     | 7               | 0               | 38     | 2      |
| Inter Milán | 2019/20 | Serie A  | 22     | 4    | 1      | 0     | 9               | 1               | 32     | 5      |
| Inter Milán | 2020/21 | Serie A  | 19     | 3    | 0      | 0     | 5               | 0               | 24     | 3      |
| Inter Milán | 2021/22 | Serie A  | 20     | 1    | 4      | 0     | 3               | 0               | 27     | 1      |
| Inter Milán | 2022/23 | Serie A  | 2      | 0    | 0      | 0     | 1               | 0               | 3      | 0      |
| Inter Milán | Celkem  | Celkem   | 213    | 17   | 13     | 0     | 38              | 4               | 264    | 21     |
| Celkem      | Celkem  | Celkem   | 389    | 29   | 16     | 0     | 38              | 4               | 443    | 33     |

### Reprezentační
| Itálie | Itálie | Itálie |
| Rok    | Zápasy | Góly   |
| ------ | ------ | ------ |
| 2017   | 1      | 0      |
| 2018   | 1      | 0      |
| 2019   | 1      | 0      |
| 2020   | 3      | 0      |
| Celkem | 6      | 0      |

## Ocenění

### Klubové

#### Inter Milán
- Serie A: 2020/21[25]
- Coppa Italia: 2021–22
- Supercoppa italiana: 2021
- Evropská liga UEFA: 2019/20 (druhé místo)